# Trois Mariages de trop
Pour plus de détails, voir Fiche technique et Distribution.
Trois Mariages de trop (Tres bodas de más) est un film espagnol réalisé par Javier Ruiz Caldera (en), sorti en 2013.

## Synopsis
Ruth, une biologiste marine, est invitée à trois mariages par ses ex et demande à son assistant de lui trouver trois cavaliers pour l'accompagner à chacun d'eux.

## Fiche technique
- Titre : 3 Mariages de trop
- Titre original : Tres bodas de más
- Réalisation : Javier Ruiz Caldera
- Scénario : Pablo Alén et Breixo Corral
- Musique : Javier Rodero
- Photographie : Arnau Valls Colomer (ca)
- Montage : Alberto de Toro
- Production : Belén Atienza, Juan Carlos Caro, Mercedes Gamero (es), Ricardo García Arrojo (ca), Mikel Lejarza] (es), Eneko Lizarraga, Enrique López Lavigne (es), Rosa Pérez et Francisco Sánchez Ortiz
- Société de production : Antena 3 Televisión, Apaches Entertainment, Atresmedia Cine (es), Audiovisual Aval SGR, Canal+ España, Ciskul, La Sexta, Lolimax Films, ONO et Think Studio
- Pays :  Espagne
- Genre : Comédie romantique
- Durée : 94 minutes
- Dates de sortie : 
  - Espagne : 5 décembre 2013

## Distribution
- Inma Cuesta (VF : Caroline Lemaire) : Ruth
- Martiño Rivas (VF : Axel Pech) : Dani
- Quim Gutiérrez (VF : Julien Chettle) : Jonás
- Paco León (VF : Michael Cermeno) : Mikel
- Rossy de Palma (VF : Sylvie Santelli) : Mónica
- María Botto : Sara
- Laura Sánchez : Álex
- Bárbara Santa-Cruz (es) : Catalina
- Berto Romero (VF : Michel Barrio) : Pedro
- Octavi Pujades (es) : Cristiano
- Toni Sevilla (es) : Alcalde
- Natalia Rodríguez : Montaña
- Sílvia Abril (ca) : Lucía
- Marina Bukvicki : Natasha
- Óscar Lara : Unai

## Distinctions

### Récompense
- Feroz 2014 : meilleure comédie et meilleure affiche

### Nominations
- Feroz 2014 : meilleur scénario, meilleure actrice pour Inma Cuesta, meilleure actrice dans un second rôle pour Rossy de Palma et Bárbara Santa-Cruz
- Goyas 2014 : le film a été nommé pour sept prix Goya[1].